# Гліна (Пйотрковський повіт)
Гліна (пол. Glina) — село в Польщі, у гміні Воля-Кшиштопорська Пйотрковського повіту Лодзинського воєводства.
Населення — 209 осіб (2011).
У 1975-1998 роках село належало до Пйотрковського воєводства.

## Демографія
Демографічна структура станом на 31 березня 2011 року:
|          | Загалом | Допрацездатний вік | Працездатний вік | Постпрацездатний вік |
| -------- | ------- | ------------------ | ---------------- | -------------------- |
| Чоловіки | 96      | 22                 | 65               | 9                    |
| Жінки    | 113     | 26                 | 68               | 19                   |
| Разом    | 209     | 48                 | 133              | 28                   |